# Jean-Pierre Stock
Jean-Pierre Stock (Parigi, 5 aprile 1900 – Caracas, 2 ottobre 1950) è stato un canottiere francese.

## Palmarès

### Olimpiadi
- 1 medaglia:
  - 1 argento (Parigi 1924 nel due di coppia)

### Europei
- 1 medaglia:
  - 1 oro (Praga 1925 nel due di coppia)